# Krywań, Krywań
Krywań, Krywań – płyta zespołu Skaldowie, nagrana w dniach 22–23 maja 1972 roku, w sali Filharmonii Narodowej w Warszawie; wydana w 1973 roku nakładem wydawnictwa Muza.
Stylem muzycznym odbiega wyraźnie od wcześniejszej twórczości grupy. Łączy w sobie różne style – rock progresywny, muzykę klasyczną, folk rock. Pierwsza strona płyty zawiera jedynie trwający niemal 18 minut utwór tytułowy, na drugiej znalazły się cztery, krótsze już, utwory.

## Lista utworów
Strona A
1. "Krywaniu, Krywaniu" (muz. A. Zieliński – Kazimierz Przerwa-Tetmajer) – 17:45

Strona B
1. "Juhas zmarł" (A. Zieliński – M. Jaasne) – 4:35
2. "Jeszcze kocham" (A. Zieliński – A. Jastrzębiec-Kozłowski) – 2:34
3. "Gdzie mam ciebie szukać" (A. Zieliński – E. Lipska) – 5:16
4. "Fioletowa dama" (A. Zieliński) – 5:14

Nagrania zrealizowano w dniach 22–23 maja 1972 roku.

## Ówczesny skład zespołu
- Andrzej Zieliński – fortepian, organy Hammonda, śpiew
- Jacek Zieliński – śpiew, trąbka, skrzypce, instr. perkusyjne
- Jerzy Tarsiński – gitara
- Konrad Ratyński – gitara basowa, śpiew
- Jan Budziaszek – perkusja
- Józef Gawrych – kongi

## Daty wydań CD i wydawca
- Wydanie CD: 830988508 2 Polskie Nagrania i Yesterday 2000
- Wznowienie CD: 830988031 2 Polskie Nagrania Muza i Yesterday 2002